# Luchuni
Luchuni (georgiska: ლუხუნი), eller Luchunistsqali (ლუხუნისწყალი), är ett vattendrag i Georgien. Det ligger i regionen Ratja-Letjchumi och Nedre Svanetien, i den centrala delen av landet. Luchuni mynnar som högerbiflod i Rioni.